# Личинка

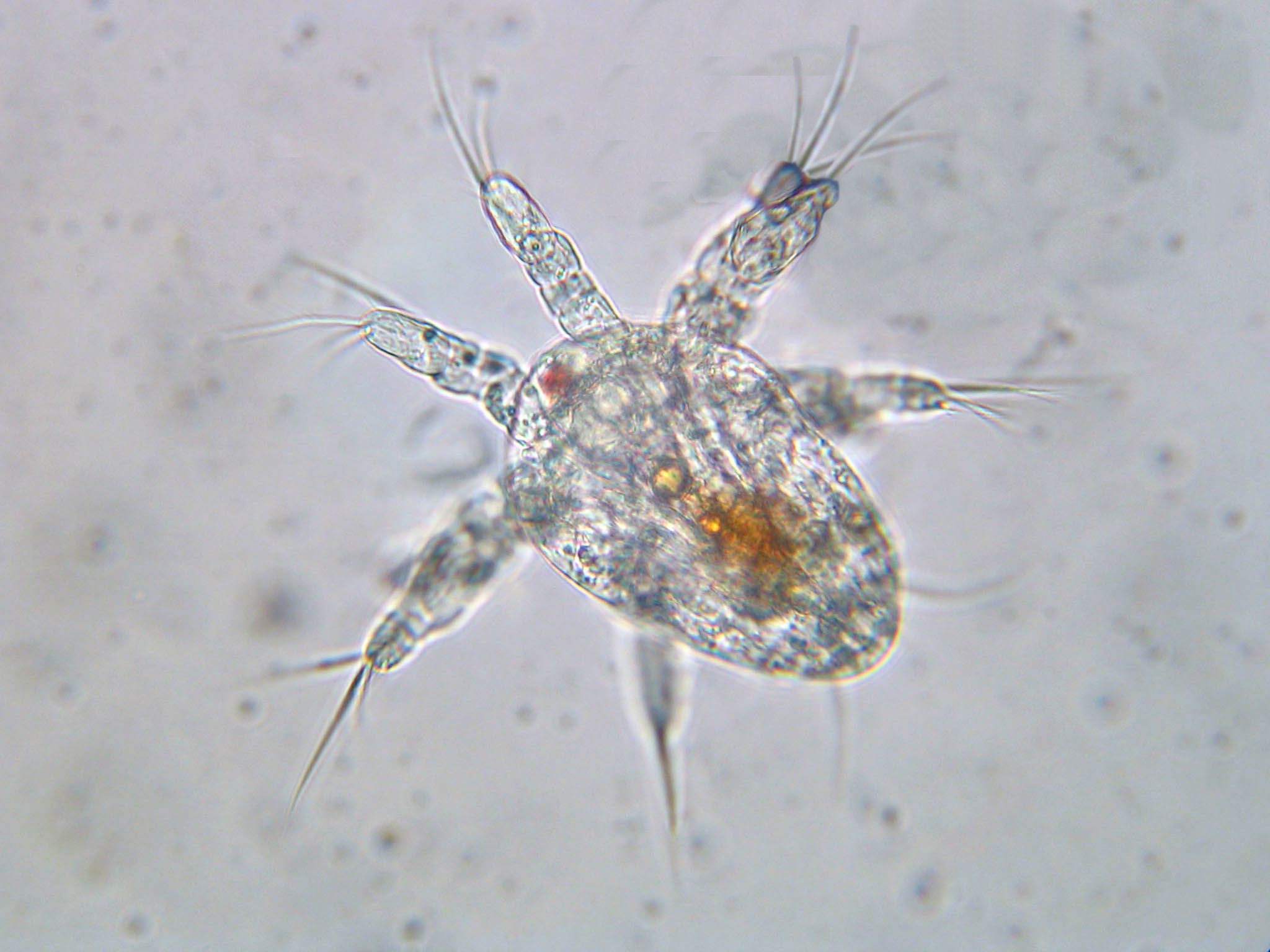
Науплиус циклопа.

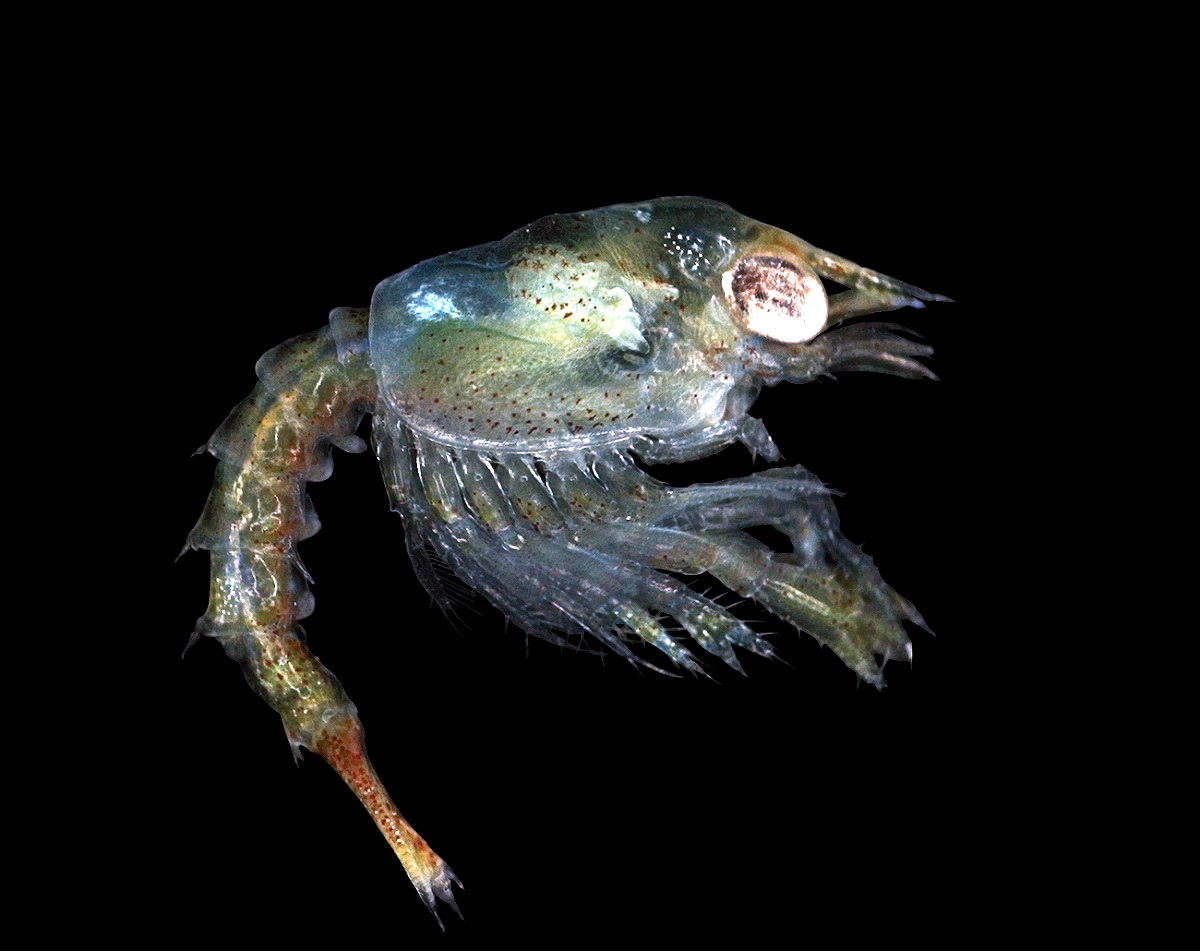
Зоеа европейского омара.

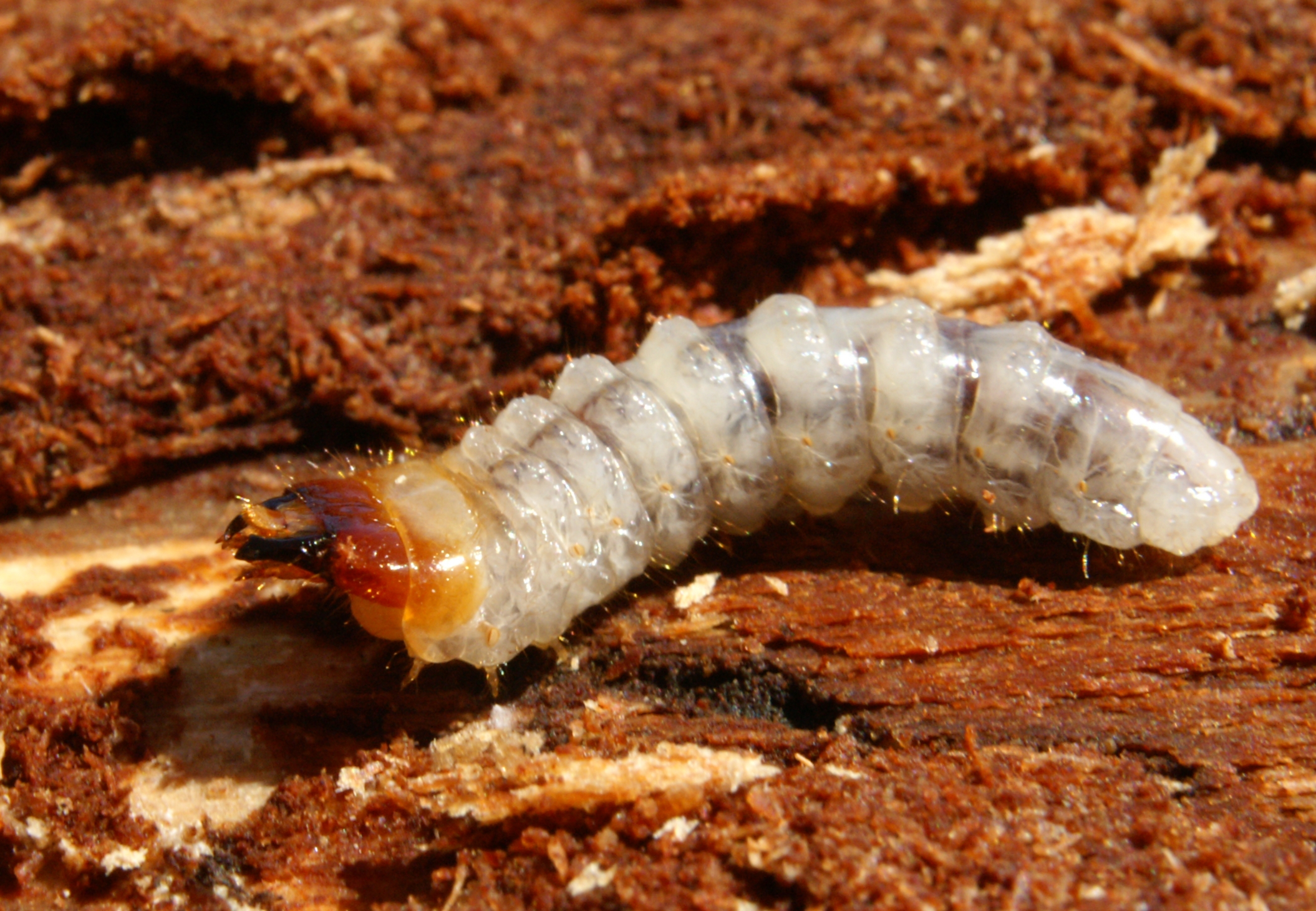
Личинка жука-усача.

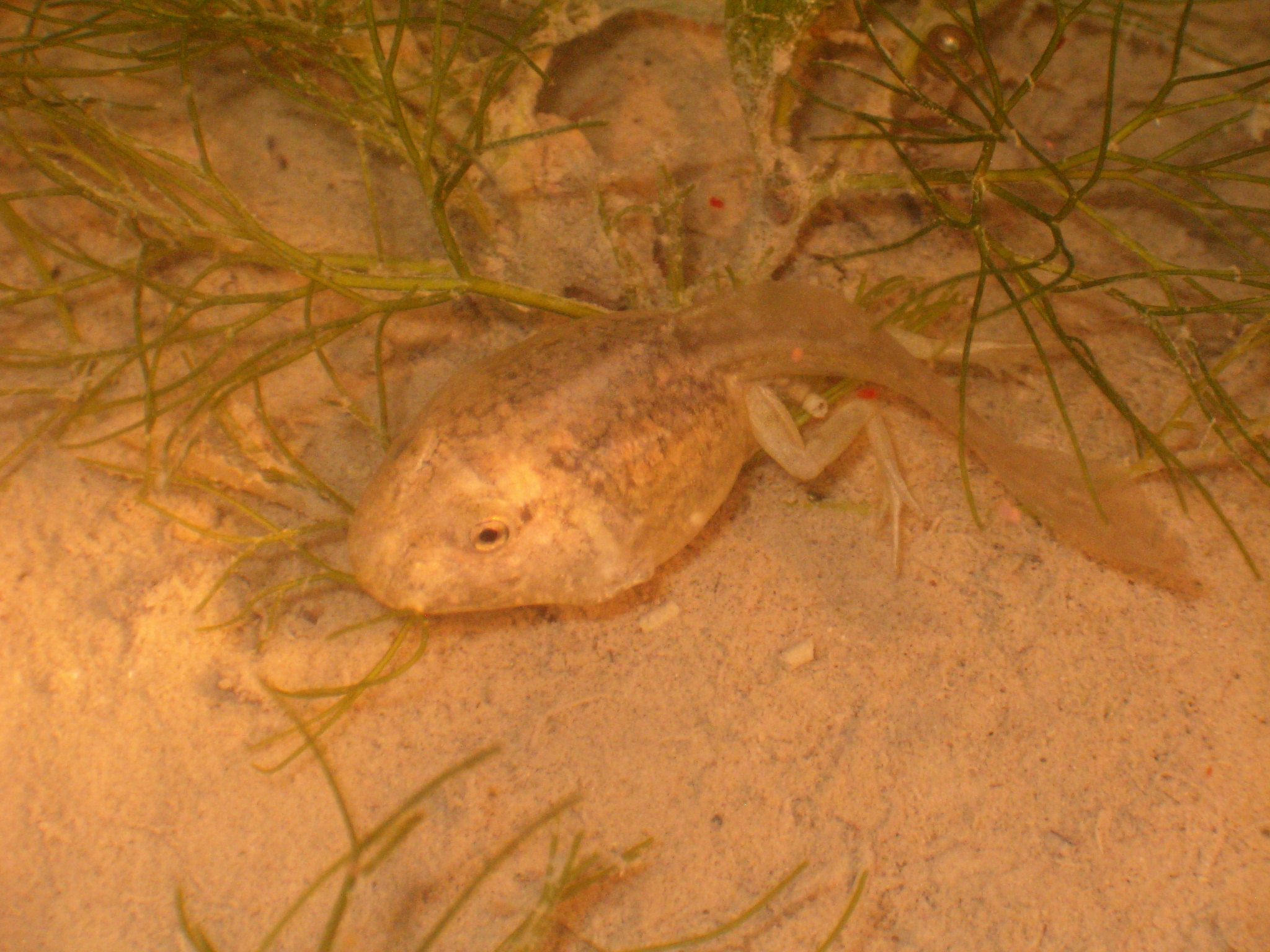
Головастик пятнистой крестовки.

Личи́нка — фаза жизненного цикла ряда животных. Обычно о наличии личинки говорят в тех случаях, когда в течение индивидуального развития особи она претерпевает превращение, или метаморфоз, — значительное изменение строения.
Как правило, у личинок не развита репродуктивная система, хотя в некоторых группах имеет место неотения или педогенез (гонады начинают функционировать уже в фазе личинки).
Личинки известны у многих морских и пресноводных беспозвоночных (например, кольчатых червей, моллюсков, иглокожих), насекомых с полным превращением и ряда позвоночных (например, у некоторых рыб и у амфибий). Многие характерные личинки получили самостоятельные названия. В некоторых случаях (например, у иглокожих) это было связано с тем, что их, из-за значительных отличий от взрослых форм, поначалу считали самостоятельными видами живых организмов.

## Список личинок, имеющих самостоятельные названия
- Аксолотль — неотеническая личинка амбистомы (хвостатые земноводные).
- Актинотроха — личинка форонид.
- Актинула — поздняя личинка некоторых стрекающих.
- Аммоцет — личинка миноги; то же самое, что и пескоройка.
- Аурикулярия — ранняя фаза развития личинки голотурий.
- Бипиннария — ранняя фаза развития личинки морских звёзд.
- Брахиолярия — поздняя фаза развития личинки морских звезд.
- Велигер — личинка брюхоногих и двустворчатых моллюсков.
- Геттевская личинка — личинка некоторых водных плоских червей.
- Глаукотоэ — ползающая личинка ракообразных.
- Глохидий — личинка двустворчатых моллюсков.
- Головастик — личинка лягушек и жаб.
- Гусеница — личинка бабочек.
- Диплеврула (диплеурула) — общая для иглокожих и кишечнодышащих ранняя форма личинки, позже преобразующаяся в разных группах в аурикулярию, бипиннарию, плютеуса или торнарию.
- Долиолярия — средняя фаза развития личинки голотурий.
- Зоеа (мизидная л.) — ранняя личинка десятиногих ракообразных.
- Кентрогон — личинка корнеголовых раков Kentrogonida. Развивается из науплиуса и превращается в червеобразный вермигон, прежде чем стать взрослой.
- Корацидий — личинка широкого лентеца, покрытая ресничками и снабжённая шестью крючьями.
- Коретра — личинка комара из семейства Chaoboridae.
- Крыска — личинка некоторых мух-журчалок (Diptera, Syrphidae).
- Лептоцефал — личинка (малёк) угря и других угреобразных рыб.
- Ликофора — личинка цестодообразных.
- Ложногусеница — личинка пилильщиков (Hymenoptera, Symphyta).
- Ложнопроволочник — личинка жуков семейств чернотелок и пыльцеедов.
- Мегалопа — поздняя личинка десятиногих ракообразных.
- Метанауплиус — личиночная стадия многих видов ракообразных, следующая за науплиусом.
- Метатрохофора — личинка многощетинковых кольчатых червей, развивается из трохофоры и превращается в нектохету либо митрарию.
- Мизис — поздняя личинка длиннохвостых десятиногих ракообразных (Decapoda, Macrura).
- Мирацидий — личинка материнской спороцисты дигенетических сосальщиков (Digenea).
- Митрария — поздняя личинка некоторых кольчатых червей, развивается из метатрохофоры.
- Мотыль — личинка комаров-звонцов (Diptera, Chironomidae).
- Мюллеровская личинка — личинка многоветвистых плоских червей (Polycladida).
- Науплиус — ранняя фаза развития личинки, свойственная многим ракообразным. Часто созревает в разнообразные поздние личинки.
- Наяда — нимфа стрекоз.
- Нектохета — поздняя личинка многощетинковых кольчатых червей, развивается из метатрохофоры.
- Нимфа — личиночная стадия насекомых с неполным превращением и клещей.
- Онкомирацидий — личинка моногеней (моногенетических сосальщиков).
- Онкосфера, или шестикрючная личинка — личинка ленточных червей (Cestoda).
- Опарыш — личинка круглошовных мух.
- Паренхимула — личинка губок.
- Пентакула — поздняя фаза развития личинок голотурий.
- Пескоройка — личинка миноги; то же самое, что и аммоцет.
- Протаспис (поздние его стадии: метаспис и голаспис) — ископаемая личинка трилобитов.
- Пилидий — личинка немертин.
- Планктосфера — личинка кишечнодышащих.
- Планула — личинка кишечнополостных.
- Плютеус, или плутеус, — личинка иглокожих. Для личинок офиур и морских ежей используют специальные термины:
  - Офиоплютеус, или офиоплутеус, — личинка офиур;
  - Эхиноплютеус, или эхиноплутеус, — личинка морских ежей.
- Проволочник — личинка жуков-щелкунов.
- Протозоеа — личинка ракообразных, вышедшая из яйца.
- Протонимфон — личинка морских пауков.
- Ратный червь — личинка ратного комарика.
- Ресничная личинка — расселительная стадия ортонектид.
- Тантулюс — личинка тантулокарид.
- Торнария — личинка кишечнодышащих.
- Триунгулин — начальная фаза развития личинки у насекомых с гиперметаморфозом.
- Трохофора — ранняя личинка трохофорных животных (моллюсков, многощетинковых кольчатых червей, сипункулид и др.).
- Финна — неподвижная стадия развития ленточных червей.
- Церкария — личинка мариты сосальщиков (Trematoda); метацеркария — видоизменённая для перехода в следующего хозяина церкария.
- Цидиппида — неотеническая личинка ряда гребневиков. Для некоторых высоко специализированных представителей она является истинной личинкой, сильно отличающейся от взрослого организма.
- Циприсовидная личинка — последняя личиночная стадия развития усоногих ракообразных.
- Цистицерк (плероцеркоид) — одна из разновидностей личиночной стадии цестод.
- Цистицеркоид — одна из разновидностей личиночной стадии развития — финны некоторых ленточных червей.
- Цифонаут (цифонаутес) — личинка мшанок.
- Шестикрючная личинка, или онкосфера, — личинка ленточных червей (Cestoda).
- Эфира — личинка сцифоидных медуз.